# Darlington Football Club
Il Darlington Football Club è una società calcistica con sede a Darlington, in Inghilterra.

## Stadio
Gioca le partite casalinghe al The Darlington Arena e attualmente milita in Conference National, la quinta divisione del calcio inglese.

## Allenatori
- George Brown (1936-1938)
- Jacky Carr (1938-1942)
- Bobby Gurney (1952-1957)
- Eddie Carr (1960-1964)
- Frank Brennan (1971-1972)
- Ken Hale (1972)
- Ralph Brand (1972-1973)
- Billy Horner (1974-1975)
- Cyril Knowles (1983-1987)
- Paul Ward (1987)
- Dave Booth (1987-1989)
- Brian Little (1989-1991)
- Frank Gray (1991-1992)
- David Hodgson (1995)
- Paul Futcher (1995)
- Jim Platt (1995-1996)
- David Hodgson (1996-2000)
- Tommy Taylor (2001-2002)
- Mick Tait (2002-2003)
- Mick Tait (2003)
- David Hodgson (2003-2006)
- Colin Todd (2009)
- Steve Staunton (2009-2010)
- Mark Cooper (2010-2011)
- Martin Gray (2012-2017)
- Tommy Wright (2017-2019)
- Alun Armstrong (2019-)

## Palmarès

### Competizioni nazionali
- Third Division North: 2

1924-1925, 1934-1935
- Campionato inglese di quarta divisione: 1

1990-1991
- Football Conference: 1

1989-1990
- Northern League: 2

1895–1896, 1899–1900
- Northern Premier League: 1

2015-2016
- FA Trophy: 1

2010-2011

### Competizioni regionali
- North Riding Senior Cup: 3

1886-1887, 1892-1893, 1895-1896

### Altri piazzamenti
- Third Division North:

Secondo posto: 1921-1922
Terzo posto: 1929–1930
- Campionato inglese di quarta divisione:

Secondo posto: 1965-1966
Terzo posto: 1984-1985